# Günter Bärwolff
Günter Bärwolff  (* 1950) ist ein deutscher Mathematiker und Hochschullehrer.

## Leben

### Mathematisch-Wissenschaftliche Tätigkeit
1977 promovierte Bärwolff an der Akademie der Wissenschaften der DDR über „Numerische Behandlung von kompressiblen Strömungen unter Beachtung von Strahlungseinflüssen“ bei Eberhard Griepentrog.
1987 habilitierte er zum Thema „Ein Beitrag zur Modellierung und Numerik zwei- und dreidimensionaler Transportprozesse“.
Seit 1994 ist Bärwolff Dozent an der Technischen Universität Berlin.
Seine Arbeitsgebiete sind Angewandte Mathematik, numerische Lösung von Partiellen Differentialgleichungen, Finite-Volumen-Verfahren, Direkte Numerische Simulation, Steuerung turbulenter Schubflüsse, mathematische Modellierung der Bildung von Kristallen, Optimierungen in der Fluiddynamik.
2018 war Bärwolff ständiger Gast der Sitzungen der Berliner Mathematischen Gesellschaft.
Von 1996 bis 2017 hielt Bärwolff an der TU-Berlin Vorlesungen über Höhere Mathematik für Ingenieure, Wirtschaftsingenieure, Informatiker, Technische Informatiker und Umwelttechniker. Aus dieser Vorlesungstätigkeit ging 2005 sein Buch Höhere Mathematik für Naturwissenschaftler und Ingenieure hervor, das 2017 in der 3. Auflage erschien.

### Politisches Engagement
Von 1990 bis 2001 war Bärwolff als Mitglied der Partei des Demokratischen Sozialismus (PDS) Verordneter der Bezirksverordnetenversammlung Berlin-Prenzlauer Berg, davon seit 1995 als Vorsteher.
2009 war Bärwolff Mitglied der Fraktion der Linken, die er 2011 verließ.

#### Themen und Anliegen in der politischen Arbeit
Bärwolff setzte sich in seiner politischen Arbeit für Anliegen ein, die teilweise kontrovers diskutiert wurden:
- 1996: Nach der Rückbenennung der Ostberliner Willi-Bredel-Straße in Schivelbeiner Straße schrieb Bärwolff an seinen polnischen Amtskollegen Henryk Klaman eine entschuldigenden Brief, was besonders von Vertriebenen kritisiert wurde.[13][14]
- 1998: Anlässlich einer Freireligiösen-Ausstellung im Prenzlauer Berg Museum kam es zu Auseinandersetzungen zwischen Humanistischem Verband Deutschlands und Freireligiöser Gemeinde einerseits und Berliner Institut für Faschismus-Forschung und Antifaschistische Aktion (BIFFF...) andererseits.[15]
- 2005: Für den Erhalt der Currywurst-Kioske in Berlin.[16]
- 2006: Für niedrigere Preise im Öffentlichen Nahverkehr.[17]
- 2009: Für die Umbenennung eines Teils des Antonplatzes in Jürgen-Kuczynski-Platz. Dieses Vorhaben scheiterte. Stattdessen wurde 2015 eine Grünfläche am Kreuzpfuhl in Berlin-Weißensee Jürgen-Kuczynski-Park genannt.[18][19][20]

### Privatleben
Bärwolff ist verheiratet und hat drei Kinder.

## Veröffentlichungen

### Bücher
- (unter Mitarbeit von G. Seifert): Höhere Mathematik für Naturwissenschaftler und Ingenieure, Springer Spektrum, 3. Auflage 2017, ISBN 978-3-662-55021-2
- Numerik für Ingenieure, Physiker und Informatiker, Springer Spektrum, 2. Auflage 2015, ISBN 978-3-662-48015-1
- (mit Gert Naue): Transportprozesse in Fluiden, Deutscher Verlag für Grundstoffindustrie, 1992, ISBN 3-342-00422-3
- Programmieren mit FORTRAN77, Verlag Technik Berlin, 1990, ISBN 3-341-01003-3

### Artikel (Auswahl)
- Günter Bärwolff, Dominique Walentiny: Numerical and Analytical Investigation of Chemotaxis Models. Computational Science and Its Applications – ICCSA 2018, S. 3–18. (online)
- Günter Bärwolff, Minjie Chen, Hartmut Schwandt: Discrete Simulation of Pedestrian Dynamics on a Triangulated Ring Structure. Computational Science and Its Applications – ICCSA 2015. (online)
- Günter Bärwolff: Numerical Modelling of Two- and Three-Dimensional External and Internal Unsteady Incompressible Flow Problems. Kapitel 2 in Computational Fluid Dynamics: Selected Topics, ISBN 978-3-642-79442-1, S. 13–32, 1994, Springer-Verlag, Herausgeber: D. Leutloff, R.C. Srivastava. (online)
- Bernd Dreßler, Kurt Graichen, Günter Bärwolff, Gottfried Seifert: Ein strömungsmechanisches Problem bei der magnetomotorischen Informationsspeicherung auf Festplatten. 1993, ZAMM Journal of applied mathematics and mechanics: Zeitschrift für Angewandte Mathematik und Mechanik 73(6), Januar 1993. (online)
- Bernd Dreßler, Kurt Graichen, Günter Bärwolff, Gottfried Seifert: Some aspects of mathematical and numerical modelling of magnetic disk slider bearing performance. 1992, Conference: Conference: International Conference on Magnetic Recording Media, At Perugia, Italy, Volume: Proc. of the M.R.M. '92. (online)
- Günter Bärwolff, Dieter Prochnow: Zur Behandlung von natürlichen Randbedingungen bei mehrbasigen Galerkin-Differenzenverfahren. 1980. (online)